# OKICA
OKICA（日语：*/?），是沖繩縣（沖繩本島）的鐵道、巴士公司引入的非接觸式IC卡乘車券。

IC卡用法

## 概要
沖繩都市單軌電車與沖繩本島內主要4間巴士公司（琉球巴士交通、沖繩巴士、那霸巴士、東陽巴士）使用的乘車卡（交通系IC卡）。2014年10月20日起沖繩都市單軌電車先行引入，2015年4月27日4間巴士公司一同啟用。此卡是首張沖繩縣內交通機關使用的交通系IC卡。
「OKICA」的名稱是「OKINAWA IC CARD」的簡寫。同時有「沖繩改變」的意義。
系統開發由Mobile Create（總部位於大分市）負責，發行、營運由沖繩都市單軌電車與巴士公司共同出資的「沖繩IC卡株式會社」進行，IC卡讀卡機、自動閘機等的引入所需費用由沖繩縣補助。首年度共發行3萬4000張，截至2019年6月共發行35萬張。
2018年6月1日起卡片更改設計，留出記載定期券用的站名與使用期限等內容的空間。

## 使用範圍
沖繩都市單軌電車（Yui-rail）全線、琉球巴士交通、沖繩巴士、那霸巴士、東陽巴士的全部路線。
當初引入後2年內將檢討擴大至船舶、的士、商業設施等，2021年8月16日起可用於商業設施與的士。

## 外部連結
- 官方网站